# حصن آل خميس (شبام)
'

تعديل مصدري - تعديل

حصن ال خميس هي إحدى قرى عزلة شبام بمديرية شبام التابعة لمحافظة حضرموت، بلغ تعداد سكانها 124 نسمة حسب تعداد اليمن لعام 2004.